# 라시티현
라시티(그리스어: Λασύθι)는 그리스 크레타의 동쪽 끝에 있는 현으로, 이라클리오현과 접하고 있다. 현 소재지는 아요스니콜라오스이며, 그 밖에 큰 도시로는 레라페트라, 시티아 네아폴리가 있다. 현 서쪽에는 딕티산이 있고, 동쪽에는 시티아산맥이 뻗어있다. 현 북쪽에는 크레타해가, 남쪽에는 리비아해가 있다. 
엘룬타 마을 동쪽으로 과거 베네치아 공화국의 요새와 한센병 요양소이었던 스피날롱가섬이 있다. 딕티산 기슭에는 라시티 고원이 있는데 풍차로 유명하다. 베는 대추야자 숲으로 잘 알려져 있다. 